# Iglesia de Nuestra Señora del Perpetuo Socorro (Medellín)
La iglesia  de Nuestra Señora del Perpetuo Socorro es un templo colombiano de culto católico dedicado a Nuestra Señora del Perpetuo Socorro; está ubicado en el barrio San Diego, en la carrera 50 con calle 35, al sur de la zona céntrica de Medellín. Pertenece a la jurisdicción eclesiástica de la Arquidiócesis de Medellín. También se le conoce como iglesia de San Diego por encontrarse en el barrio de ese nombre.

## Historia
La iniciativa de construir este templo nació de la idea de mejorar el sector del Perpetuo Socorro, caracterizado por los talleres de mecánica automotriz. Bajo el impulso del sacerdote Eduardo Díez Estrada y en terrenos donados por Paulina Uribe a la Arquidiócesis de Medellín, en 1944 comenzó la construcción. En 1951 el arzobispo de Medellín, Joaquín García, erigió la parroquia. 
Sin embargo, la construcción se extendió hasta 1952 debido a que la construcción era voluminosa y a las características pantanosas del terreno, lo que obligó a excavar fundaciones profundas. Los bocetos iniciales los realizaron Antonio J. Mesa y Juan Ormaechea, pero fue el ingeniero Félix Mejía quien realizó el diseño y construcción.

## Arquitectura
Como muchas otras iglesias de Antioquia, la del Perpetuo Socorro está inspirada en el gótico francés. Esto se refleja en la fachada, en la que destacan la arquivolta de la puerta principal, el rosetón central y dos altas torres rematas por una obra en vidrio y cobre, por lo que el templo también es conocido iglesia de los espejos. 

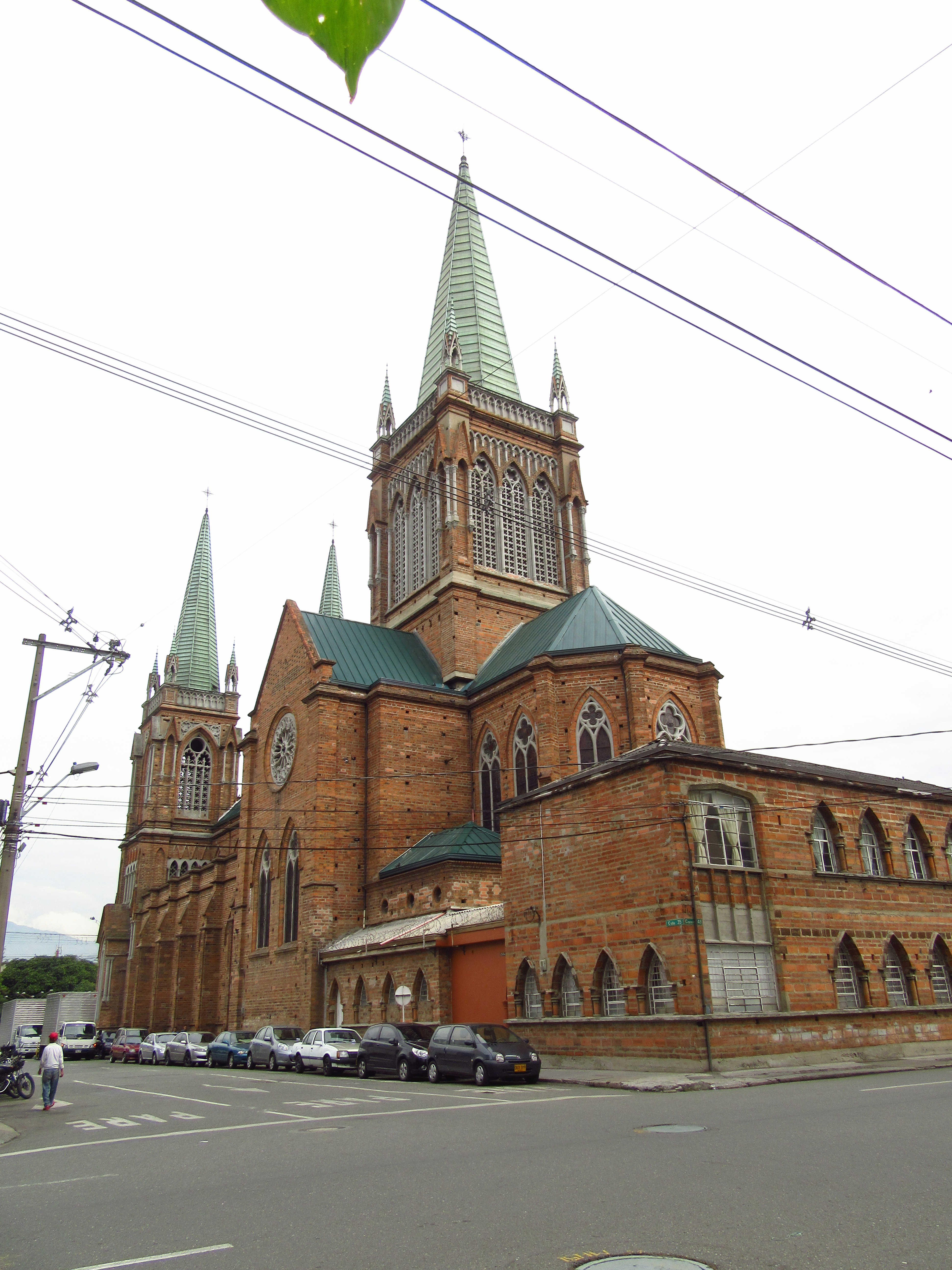
La iglesia vista desde la carrera 48.

A su vez, las ventanas situadas en las naves laterales están decoradas con coloridos vitrales y las rematan arcos apuntalados. Estas y otras características formales evocan el estilo de la catedral de la Asunción de Nuestra Señora de Chartres, cuyas formas sirvieron de modelo textual para la iglesia de Nuestra Señora del Perpetuo Socorro.
Este templo guarda a su vez importantes similitudes formales con la iglesia de Nuestra Señora del Sagrado Corazón en el barrio de Buenos Aires, lo mismo que con la de Nuestra Señora del Carmen de Abejorral, la de Nuestra Señora de las Mercedes de Andes, la de Nuestra Señora del Rosario de Belmira, la de Nuestra Señora del Rosario de Donmatías, la de Nuestra Señora del Carmen de Frontino, la de  la Inmaculada Concepción de Jardín, la del Inmaculado Corazón de María de Jericó, la de Nuestra Señora del Carmen en La Ceja y la de San José en Venecia.
Como esas iglesias, la del Perpetuo Socorro tiene una planta en cruz latina, con una nave central, dos laterales, un transepto y un púlpito situado en el cruce de esos elementos. Sobre este se encuentra una torre mucho más destacada y elevada que las otras dos. Del mismo modo,  gracias a la monumentalidad, a la elevación del edificio, a la inclinación de sus cubiertas y a la aguda verticalidad de sus torres, junto con las citadas iglesias la del Perpetuo Socorro se destaca por el impacto visual que produce sobre la zona en las que se encuentra ubicado.

## Horarios de Eucaristías
| Horario de misas                               |
| Domingos                                       |
| ---------------------------------------------- |
| 8 a. m., 11 a. m., 6 p.m.                      |
| Lunes a viernes 7 a. m.                        |
| Lunes, Martes, Miércoles y Viernes 12:30 p. m. |
| Jueves 12 m.                                   |
| Sábado 4 p. m.                                 |